# OpenAI
OpenAI（オープンエーアイ、オープンAI）は、非営利法人OpenAI, Inc.と子会社の営利法人OpenAI Global, LLCなどから構成される、人工知能（AI）を開発するアメリカの企業である。

## 概要
人類に利益をもたらす汎用人工知能（AGI）の普及と発展を目標に研究している。現在のAIブームを牽引する主要な組織として、文章を生成するChatGPTや画像を生成するDALL-E、動画を生成するSoraなどを提供する。2022年11月にChatGPTを公開して、生成AIが広範に認知される契機となる。
訓練データなどが知的財産権の無断利用として作家、出版社、新聞社などから提訴され、ヨーロッパの一般データ保護規則に違反の可能性が指摘される。
2024年1月、「軍事および戦争目的での使用禁止」の文言を公表なく規約から削除した。同12月、Anduril Industriesとの提携と共にAI技術の軍事利用を正式に発表した。

## 本社

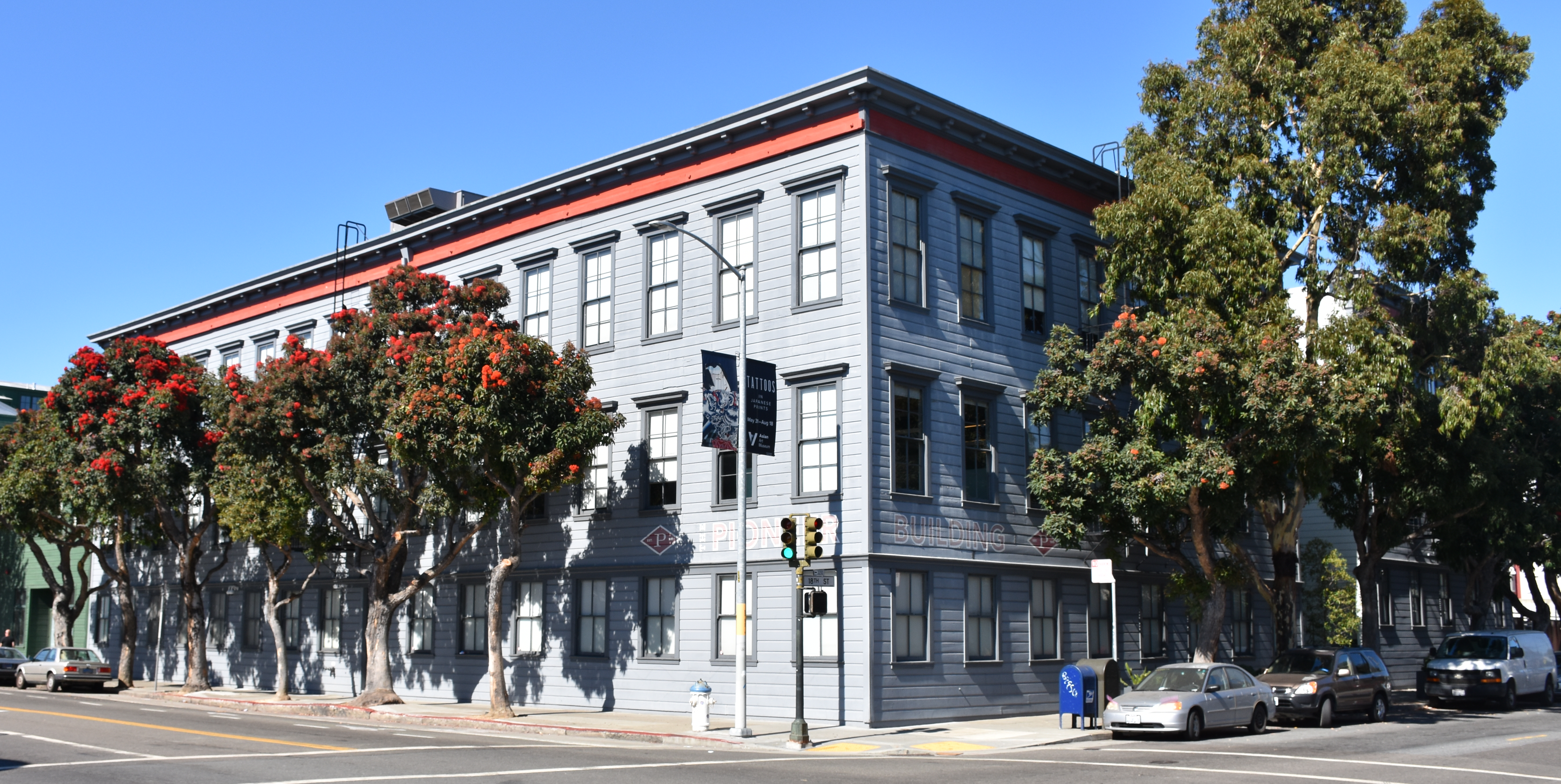
OpenAIが以前まで使用していた旧本社パイオニアビル（2019, サンフランシスコ）

2015年の設立当初、カリフォルニア州サンフランシスコ市ミッション地区のパイオニアビルに本社を構えた。のちに会社規模が成長して広いオフィスが必要となりパイオニアビルを退去した。リース賃料を支払っていたイーロン・マスクが支払いを停止したことやxAIとの関係も本社を移転した要因と巷間される。
2023年に、Uberのミッション・ベイ本社「1455 Third St.」、「1515 Third St.」の4棟のうち2棟、2024年にパイオニアビルから1ブロック離れたオールド・ネイビー社の旧本社「550 Terry Francois Blvd.」それぞれを賃貸し、サンフランシスコ市内に約100万平方フィート（約92,903平方メートル＝東京ドーム約2個分）のオフィスを有した。ニューヨークやシアトルのオフィス拡充計画があり、海外は東京、ロンドン、ダブリンに支社を置く。

### 日本法人
2024年4月、日本法人であるOpenAI Japan合同会社を設立した。先述の通り、OpenAIの海外法人は既にイギリスやアイルランドにも拠点を構えているが、アジアでは初となる海外法人となった。代表にはアマゾンウェブサービスジャパン出身の長崎忠雄が就任した。

## 沿革
- 2015年
  - 12月11日、サム・アルトマン、イーロン・マスクらによって非営利法人OpenAI Inc.がサンフランシスコで設立され、合わせて10億米ドルの寄付予定の約束を受けた。
- 2018年
  - 2月、イーロン・マスクがOpenAI Inc.から離れ、役員を辞任した[20][21]。
- 2019年
  - 3月11日、営利部門のOpenAI LPを設立[22]。Khosla VenturesとReid Hoffman Foundationから出資を受けた[23]。
  - 7月23日、OpenAIの営利法人はマイクロソフトから10億米ドルの出資を受けた[23][24]。
- 2021年
  - OpenAIの営利法人はマイクロソフトから20億米ドルの出資を受けた[25]。
- 2022年
  - 1月1日、Matthew Brown Companiesが流通市場（secondary market）にてOpenAIの営利法人の株式を取得[26]。
  - 7月20日、DALL・Eのβサービスを開始[27]。
  - 9月21日、Whisperを公開[28]。
  - 11月30日、ChatGPTを公開[29]（GPT-3.5ベース）。
- 2023年
  - 1月23日、OpenAIの営利法人はマイクロソフトから100億米ドルの出資を受け、マイクロソフトが49%の株式を取得[23][30][21]。Fortuneの報道によると、評価額は290億ドルで、130億ドルに到達するまではOpenAIの利益の75%を受け取り、920億ドルに到達するまでは利益の49%を受け取るという契約になっている[25]。
  - 3月14日、GPT-4を公開[31]。
  - 6月、マイクロソフトがAzure Governmentを通じて、国防総省やNASAといった米国の主要政府機関へのGPT-4の提供を発表[32]。
  - 8月9日、国防高等研究計画局（DARPA）が後援するAIxCC（AI Cyber Challenge）にOpenAIがLLMを提供することをDARPAが発表[33]。
  - 8月20日、DALL・E 3を公開[34]。
  - 9月～10月頃、評価額860億ドルでベンチャーキャピタルのThrive Capitalに株式売り出しを交渉中と報道される[35][36][37]。
  - 11月6日、GPTsを公開[38]。
  - 11月17日 - 11月21日、非営利法人の取締役会にて内紛が発生しCEOのサム・アルトマンが解任される[39]。一時的にサム・アルトマンと会長のグレッグ・ブロックマンが会社から離れた（詳細は後述）。
- 2024年
  - 1月10日、利用ポリシーから「軍事および戦争目的での使用禁止」を公表せずに削除[10]。
  - 2月14日、ChatGPTに会話履歴機能追加[40][41]。
  - 2月15日、旧東側諸国系犯罪者集団による悪用を阻止していたこと発表[42][43]。
  - 2月15日、動画生成AIのSoraを発表[44]。
  - 3月1日、イーロン・マスクに契約違反で訴えられる[45]。
  - 4月15日、OpenAI 日本法人設立[17]。
  - 5月13日、GPT-4oを公開[46]。
  - 5月15日、主任科学者のイリヤ・サツケバーが退任[47]。
  - 6月10日、iPhoneとApple Intelligenceにオプトイン方式でChatGPTが導入されることを発表[48]。
  - 6月13日、元NSA長官のポール・ナカソネがOpenAI取締役会へ加入[49]。
  - 7月25日、SearchGPTを発表[50]。
  - 9月12日、OpenAI o1のプレビュー版を公開[51]。
  - 9月25日、GPT-4oのAdvanced Voice Modeを一般公開[52]。
  - 9月25日、CTOのミラ・ムラティが退任[53]。
  - 10月、OpenAIのツールが米国防総省とマイクロソフト間の契約により、Microsoft Azureを通じて米アフリカ軍に提供されていたことが調達文書で確認される[54]。
  - 10月2日、ChatGPTの週間利用者数が2億5千万人を突破していることを発表[55]。
  - 10月2日、マイクロソフト、エヌビディア、ソフトバンクグループ、アラブ首長国連邦などから合計66億ドルの資金調達を行い、OpenAIの評価額は1570億ドルに達した[56][57]。
  - 10月3日、ChatGPTの利便性を向上させるユーザーインターフェースとして、GPT-4o with canvasを公開[58]。
  - 10月24日、米軍のDARPAと既に連携していると表明[59]。
  - 12月4日、軍事分野への正式な参入を発表。防衛技術企業Anduril Industriesと提携[11]。
  - 12月5日〜12月16日、動画生成AIのSora、大規模言語モデルのOpenAI o1を公開。月額200米ドルの有料プランを追加。OpenAI o3を発表（o2という名称は商標問題で使用せず）。
- 2025年
  - 1月21日、OpenAI、Oracle、SoftBank、MGX（英語版）が米国政府と連携し、OpenAIのために米国内のAIインフラストラクチャを構築する合同会社Stargate Project（英語版）を設立。
  - 1月24日、Webブラウザを自律的に操作し、利用者の指示に沿った目標を達成するAIエージェント、Operatorを米国内限定で公開。
  - 2月2日、自律的にインターネット上の情報調査・分析を行うAIエージェント、deep researchを公開。Humanity's Last Exam（英語版）で26.6%の正答率を達成。
  - 2月10日、イーロン・マスクがOpenAIに対して974億ドルで買収を提案。
  - 2月13日、コードネーム「Orion」と呼ばれるGPT-4.5がOpenAIによる思考連鎖を利用しない最後のモデルになると発表。24年12月に発表したo3モデル自体は公開せず、GPT-5として統合し公開する予定であることを発表。
  - 3月10日、OpenAIはAI専用クラウドサービスプロバイダーのCoreWeaveと119億ドルの契約を締結した。また、OpenAIはCoreWeaveに3億5000万ドルの株式を取得し、同社の投資家となった。
  - 3月31日、OpenAIはソフトバンクを主導とする投資ラウンドで400億ドルを調達し、評価額は3000億ドルに達した。ただし、OpenAIが非営利団体から営利企業への移行を完了しない場合、ソフトバンクの投資額は200億ドルに減額される可能性がある。
  - 4月9日、OpenAIはイーロン・マスクを相手取り、連邦裁判所で反訴を提起した。OpenAIは、マスク氏が同社の進展を妨害し、自身の利益のために技術を取得しようとしたと主張している。一方、マスク氏は、OpenAIが非営利団体としての使命から逸脱していると主張し、訴訟を継続する意向を示している。この法的対立は、2026年に裁判が予定されている。

## 日本との関係
・2024年4月15日、サンフランシスコ、ロンドン、ダブリンに続き、世界で4カ所目でアジア初となる東京オフィス（OpenAI Japan）を開設し、日本語向けに最適化したGPT-4カスタムモデルを発表。サム・アルトマンCEOが岸田文雄首相と会談し、東京オフィス設立の意向を表明した。 
・2024年4月、OpenAI Japanのトップとして、元Amazon Web Services Japan社長の長崎忠雄氏を任命し、日本市場での商用展開体制を強化した。 
・2024年、日本企業がChatGPT Enterpriseを導入開始。
・2025年2月3日、ソフトバンクグループとOpenAIが50:50出資の合弁会社「SB OpenAI Japan」を設立。AIサービス「Cristal Intelligence」を展開し、年次30億ドル規模の投資計画を発表。また、Oracleとともに米国の大規模AIインフラ計画「Stargate」にも参画。同日、石破茂首相がサム・アルトマンCEOと孫正義氏と会談し、意見交換を行った。
・2025年3月、SoftBankはOpenAIとの提携の一環として、日本国内の製造工場を約1兆円規模でAIデータセンターに転用する計画を公表し、企業向けにカスタマイズAIソリューションを提供する体制を強化した。同月14日には、シャープの堺工場の一部を約1000億円で取得。
・2025年3月17日、OpenAI Japanは「OpenAI Education Forum Tokyo」を開催した。同フォーラムでは、国内外の教育機関での具体的な生成AI活用事例や、今後の生成AI活用におけるパネルディスカッションが行なわれた。その中で「AIネイティブ大学」を推進することを表明し、日本でも滋賀大学でChatGPT Eduを導入する予定であることを発表した。
・2025年4月1日、滋賀大学が日本で初めて、OpenAI提供の教育向けプラットフォーム「ChatGPT Edu」を導入。研究サポート、大学運営、学習支援ツールとして運用を開始した。

## サービス

### ChatGPT
2022年11月30日、GPTに基づく、チャットボット（対話型人工知能）のChatGPTを発表した。GPT-3の後継のGPT-3.5系のモデルがベースになっている。2023年2月1日、月額20ドルのChatGPT Plusを開始。その後GPT-4、GPT-4o、OpenAI o1も追加。2025年4月現在、GPT-4.5、OpenAI o3、OpenAI o4-mini-highも追加されている。
個人向け以外には、企業向けのChatGPT Enterprise、教育機関向けのChatGPT Eduも展開している。ChatGPT Enterpriseは主にPwCやCanva、BBVAなどで導入されている。ChatGPT Eduは、ハーバード大学やカリフォルニア州立大学などで導入されており、日本では滋賀大学が唯一導入している。

### DALL・E
2022年7月20日、自然言語から画像を生成するDALL・Eのβサービスを開始。βサービス開始当初の価格は、無料分超過後は15ドルで460画像。

### Whisper
Whisperは音声認識と機械翻訳のサービス。価格は2023年4月現在$0.006/分。

### マイクロソフト経由
マイクロソフトからも以下のような OpenAI の技術を使用したサービスが提供されている。
- Microsoft Copilot - 検索エンジンにチャットボット（対話型人工知能）を組み込んだもの
  - Microsoft Copilot in Windows - Microsoft Copilot に相当する物が Windows 11 に標準搭載されている。Microsoft Copilot の機能に加えてアプリケーションの起動も可能。[68]
  - Microsoft Copilot for Microsoft 365 - Microsoft Office での提供
  - Microsoft Copilot for Dynamics 365
  - Microsoft Copilot in Microsoft Fabric
- Microsoft Bing Image Creator[69]
- Microsoft Designer
- GitHub Copilot - プログラミング用
- Azure OpenAI Service

マイクロソフトのサービスと ChatGPT でプラグインは共通で利用可能。

## 開発モデル

### 言語モデル

#### GPT-1
GPT-1（Generative Pre-trained Transformer 1）は、2018年6月11日に発表された言語モデルである。GPTは教師なし学習のTransformer言語モデルである。

#### GPT-2
2019年2月14日にGPT-2を発表。

#### GPT-3
GPT-3は2020年5月に発表された、Generative Pre-trained Transformer 2（GPT-2）の後継モデルである。OpenAIによると、GPT-3には1,750億個のパラメータが含まれ、GPT-2（パラメータ数15億個）より2桁大きい。
OpenAIは、GPT-3は特定の「メタ学習」タスクで成功すると述べた。単一の入出力ペアの目的を一般化できる。この論文は、英語-ルーマニア語間、および英語-ドイツ語間の翻訳および言語間転移学習の例を示している。
GPT-3のベンチマーク結果は、GPT-2のそれと比較して劇的に改善している。OpenAIは、そのような言語モデルのスケールアップは、予測言語モデルの基本的な機能制限に近づいたり遭遇したりする可能性があると警告した。訓練に要した計算量は、GPT-1が0.96ペタFLOPS・日（NVIDIA Quadro P600を8GPU・30日）、GPT-2では数十ペタFLOPS・日だったのに対し、GPT-3では、3,640ペタFLOPS・日（NVIDIA V100を数千GPU・月と推定されている）を要した。
GPT-2と同様、GPT-3の完全に訓練されたモデルは、悪用される可能性があるという理由ですぐには一般公開されなかった。OpenAIは、2か月の無料プライベートベータ版の提供後に有料クラウドAPIを介したアクセスを許可する予定だった。

GPT-3が書いたことを伏せたオンライン記事がニュースサイトで、ランキング1位を獲得するなど、人間並みに自然な文章を実現している。ただし、GPT-3を含む「言語AI」の言語処理は「定量的アプローチ」であり、人間の言語能力とは根本的に異なる。
また、将来的には「自然言語を用いたプログラミング」が可能になることも期待されていた。

#### GPT-3.5
2022年3月15日、GPT-3.5 を公開。ChatGPT は GPT-3.5 以降を使用している。

#### GPT-4
2023年3月14日、Generative Pre-trained Transformer 4（GPT-4）のリリースを発表した。テキストに加え、画像での入力にも対応した。OpenAIは、GPT-4に司法試験の模擬テストを受けさせたところ、人間の受験者と比べても上位10%程度のスコアで合格したと発表している（前バージョンであるGPT-3.5では下位10%のスコアだった）。最大25,000語のテキストの読み取り・分析・生成が可能で、主要なプログラミング言語のコードを記述することもできる。

### マルチモーダルモデル

#### GPT-4o
GPT-4oは、2024年5月13日にリリースされたテキスト、画像、音声を統合処理することが可能なマルチモーダルAIモデルである。テキスト、画像、音声の入出力が可能で、一部無料で使用することができる。元々はLMSYSのチャットボットとしてリリースされ、A/Bテストを経て一般公開された。ChatGPT Plusユーザーは制限が緩和される。APIはGPT-4 Turboの半分の価格で2倍の速度を実現。GPT-4oは、特にラテンアルファベットに基づいていない言語においてトークン数を削減し、使用コストを抑える設計となっている。

### 画像生成モデル

#### DALL・E
自然言語処理と画像生成モデル（VAE、CLIP）を組み合わせたAI「DALL・E」を2021年1月5日に発表。言語モデルGPT-3を使用し、文章からイラストや写真を作り出すことができる。

#### DALL・E 2
自然言語処理と画像生成モデル（拡散モデル、CLIP）を組み合わせたAI「DALL・E 2」を2022年4月6日に発表した。同じくGPT-3のパラメータを使用している。

#### DALL・E 3
2023年10月3日に発表された画像生成モデルである。ChatGPT、Microsoft Copilot などでも利用可能。

### 専門特化型モデル

#### Sora
Soraは2024年2月15日に発表された動画生成AIモデルである。Soraは、テキストプロンプトを入力するだけで高品質な動画を生成できる能力を持つ。生成される動画は最長1分間であり、現実と見分けがつかないほどリアルで高精細な映像を作り出すことが可能である。

#### Whisper
Whisperは自動音声認識のモデルである。2023年現在、有償API版と無償オープンソース版がある。単純なテキストの他、SubRipファイルやWebVTTなどの字幕ファイルで出力できる。
2022年12月6日時点で68万時間の訓練データで学習させている。訓練データには97言語を含み、英語以外の言語は11.7万時間であり、英語以外の言語の音声から英語の文章に翻訳と音声認識を同時に行った訓練データは12.5万時間ある。モデルは特に大きな工夫は無くTransformerを採用。訓練データの量と質を上げることに手間をかけていて、量を増やすことで誤認識率が下がる。

#### OpenAI Codex
OpenAI Codex は GPT-3 のプログラミング用モデルである。2021年8月10日に公開し、2023年3月に非推奨（deprecated）となった。

#### CLIP
CLIP は Contrastive Language-Image Pretraining の略で、画像からそれを説明する文章を生成するモデル。2021年に発表。無償版の CLIP とオープンソース版の OpenCLIP が公開されている。

## 組織構造
OpenAIの法人間の支配関係は複雑である。
1. 非営利法人OpenAI, Inc.：取締役会がこの法人を支配している。2023年11月21日現在の取締役会は、以下の3名で構成される[90]。
  - ブレット・テイラー（取締役会会長、元セールスフォースCEO）
  - ローレンス・サマーズ（元アメリカ合衆国財務長官）
  - アダム・ディアンジェロ（QuoraのCEO）
2. OpenAI GP LLC：非営利法人OpenAI, Inc.はOpenAI GP LLCを完全所有している。
3. 持ち株会社：更にその子会社の持ち株会社があり、OpenAI GP LLCが支配しているが、株式の一部を外部の投資家と従業員が保有している。サム・アルトマンはYコンビネータ経由で出資していて、個人名義では出資していない。
4. 営利法人OpenAI Global, LLC：持ち株会社の子会社としてOpenAI Global, LLCがあり、49%をMicrosoftが保有している。この営利法人の利益の再分配は上限が設けられており、上限を超えた分は非営利法人のOpenAI, Inc.のものとなる。

汎用人工知能を目標に掲げているが、汎用人工知能が完成した際は、それを営利法人や他社にライセンス提供はしない規約となっていて、汎用人工知能実現前の人工知能のみを営利法人に提供することとなっている。汎用人工知能が実現後のお金の社会的役割が不明なため、営利法人への出資も寄付の精神で見るべきであるとしている。
非営利法人のOpenAI, Inc.は寄付を受け付けており、2023年6月28日の時点で1億3050万ドルの寄付を受け取っている。持ち株会社とOpenAI Global, LLCは出資を受けており、100億ドル超のため、こちらの方が金額は大きい。従業員の雇用は営利法人で行っている。

## 問題・批判

### 著作権に関わる問題・訴訟
OpenAIは2023年7月に作家のサラ・シルバーマン、マシュー・バターリック、ポール・トレンビィ、モナ・アワドから著作権侵害で訴えられた。 2023年9月、ジョージ・R・R・マーティン、ジョン・グリシャム、ジョディ・ピクルト、ジョナサン・フランゼンを含む17人の著者が作家ギルドに加わり、OpenAIに対する集団訴訟を起こし、同社が著作権で保護された作品を違法に使用していると主張した。ニューヨーク・タイムズも2023年12月下旬に同社を提訴した。 2024年5月、OpenAIがGPT-3の訓練に使用し、著作権で保護された書籍が10万冊以上含まれていると作家ギルドが主張していたBooks1およびBooks2の訓練データセットが同社によって破棄していたことが明らかになった。
2021年、OpenAIはWhisperと呼ばれる音声認識ツールを開発した。OpenAIはこれを使ってGPTの訓練のために100万時間以上のYouTubeビデオを書き起こした。 YouTube動画の自動文字起こしは、プラットフォームから独立したアプリケーションでのビデオの利用や、あらゆる種類の自動アクセスを禁止するYouTubeの利用規約に違反する可能性があり、OpenAIの社内で広く懸念が巻き起こった。懸念が寄せられたにもかかわらず、プロジェクトはOpenAIの社長であるグレッグ・ブロックマンの下で進められた。このデータセットはGPT-4の訓練に使用されたことが判明している。
2024年2月、ザ・インターセプトとロー・ストーリーの保有企業は著作権侵害を理由にOpenAIを訴えた。この訴訟はオンライン専業メディアがOpenAIを訴えるための新たな法的戦略を策定したとも言われている。
4月30日、8つの新聞社が、著作権で保護された記事が違法に収集されたとして、OpenAIとマイクロソフトに対してニューヨーク州南部地区で訴訟を起こした。訴訟を起こしたパブリッシャーには、シカゴ・トリビューン、ニューヨーク・デイリー・ニューズなどが参加している。
2025年3月、OpenAIはChatGPTにGPT-4oのネイティブ画像生成機能を導入し、テキストや写真から画像を生成・変換できるようにした。これを受けてSNS上では「スタジオジブリ風」と形容される作例が拡散したが、OpenAIが特定の「ジブリ風」機能を公式提供したわけではない。OpenAIは存命の個別アーティストの画風模倣は拒否する一方、より広い“スタジオ的なスタイル”は許容する技術方針を示している。一方、宮崎駿は2016年のNHKスペシャル『終わらない人 宮崎駿』で、人工知能を用いた“気持ち悪い動き”のCGデモに対し、「極めて何か生命に対する侮辱を感じます」と批判するなど、AIの表現利用に否定的な見解を示したことがある。ジブリの公式なコメントは発表されていないが、識者の間で賛否両論となった。

### データのスクレイピング
2023年6月、同意を得ることをせず、データブローカーとしての登録もせずに、ネット上から3000億語分の文章を収集したとして、16人の匿名の原告によってカリフォルニア州サンフランシスコでOpenAIに対する訴訟が起こされた。原告は、OpenAIとそのパートナー、そして顧客であるマイクロソフトが、人工知能モデルを訓練するために世界中の何百万人もの消費者から個人データを違法に収集し、使用し続けていると主張した。
2024年5月22日、OpenAI は、ウォール・ストリート・ジャーナル、ニューヨーク・ポスト、タイムズ、サンデー・タイムズのニュースコンテンツを自社のAIプラットフォームに統合する契約をニューズ・コープと締結した。一方、ニューヨーク・タイムズのような他の新聞社は、AIモデルの訓練に自社のコンテンツを無断利用したことに対する著作権侵害で OpenAIとMicrosoftを訴えることを選択した。2024年11月、トロント・スター、カナダ放送協会(CBC)を含むカナダの複数の報道機関の連合体が、無許可でソフトウェアの訓練にニュース記事を使用したとしてOpenAIを訴えた。

### 内部告発者の変死事件
スチール・バラジはOpenAI の元従業員であり、2020年から2024年まで同社に勤務していた。バラジはOpenAI の内部告発活動で注目を集めた 。
バラジは、OpenAIで人工知能研究者として4年間勤務し、プロジェクトの中で、ChatGPTの構築に使用するインターネットからのデータの収集および整理に関与した。バラジは業務内容に幻滅し、ChatGPTの開発のために米国著作権法に違反したとしてOpenAIを告発し、退職した。バラジは、OpenAIがコンテンツを利用して人工知能を開発することにより、個人や企業の多くを経済的に困窮させるに至ると非難した。ニューヨーク・タイムズが掲載した2024年10月の記事の中で、バラジはOpenAIに関する懸念を表明した。
死の約1か月前の2024年10月23日、バラジは「生成AIはいつフェアユースの資格を得るのか？」と題した記事を自身のウェブサイトに投稿した。この中で、ChatGPTなどを含む大規模言語モデルの出力を数学的に分析し、それらが米国のフェアユース要件を満たすための4つの要素を満たしていないと主張した。バラジは、「4つの要素のどれも、ChatGPTの訓練データがフェアユースであることを支持するものではないようである。とはいえ、ここでの議論はどれも基本的に ChatGPTに特有のものではなく、同様の議論は多くの別の分野を対象にした生成AIに対しても成り立つ可能性がある」と結論づけていた。
バラジはニューヨーク・タイムズのOpenAIに対する著作権侵害訴訟で証言する予定であるとも述べ、2024年11月18日に裁判所へ提出された書面で、同紙の弁護士はバラジをOpenAIに対する著作権訴訟で「関連文書」を持つ可能性のある人物として指名した。
2024年11月26日、警察は安否確認の依頼を受けてサンフランシスコのアパートでバラジが死亡しているのを発見した。享年26歳であった。OpenAIの広報担当者は、バラジの訃報に「ショックを受けた」と述べた。
警察は初期捜査で「犯罪行為の証拠は見つからなかった」と裁定し、サンフランシスコ検視局は死因を自殺と認定した。バラジの死は内部告発の内容を絡め、大衆とメディアの関心を巻き起こした 。
バラジの両親は、バラジの死には不可解な点があり、死因特定のため第三者の専門家に依頼したと述べている。非公開で検死が行われ、その結果はサンフランシスコ警察の発表と矛盾しているとも述べている。両親はバラジが殺害されたと主張しており、FBIの捜査を求めている。警察による公式捜査は、2024年12月28日の時点で進行中である。

### GDPR違反
2023年4月、欧州連合の欧州データ保護委員会（EDPB）はChatGPTに関する専門のタスクフォースを設立した。これは「イタリアのデータ保護当局が実施する、ChatGPTに関するOpenAIの権限に対する執行措置」に基づき、「データ保護当局が実施する可能性のある執行措置に関する情報を交換し、協力を促進」するためのものである。
2024年4月下旬、NOYBは一般データ保護規則(GDPR)に違反したとして、OpenAIに対してオーストリアの Datenschutzbehördeに告訴状を提出した。それによれば、ChatGPTで作成されたテキストには、生成過程で使用された個人データを表示するオプションがその個人に与えられず、存命人物の虚偽の生年月日が記載されていた。誤りを修正するリクエストは拒否された。さらに、ChatGPTの生成物を誰が受け取ったのか、使用された学習元データも公開できないとOpenAIは主張した。

### オープン性の欠如
2023年3月、OpenAIは製品に関する技術的な詳細をほとんど開示しておらず、オープン性を掲げる設立当初の方針に反し、外部の研究者がその技術を用いて安全策を講じることを困難にしていると批判された。 OpenAIは方針の転換を正当化するために、競争力と安全性への懸念を挙げた。OpenAIの元主任科学者イリヤ・サツケヴァーは2023年に、高性能化を続けるモデルをオープン化することはより危険になり、強力なAIモデルをオープンにしない安全上の理由は数年以内に「明らか」になるだろうと主張した。

### 退職者への批判禁止協定
2024年5月17日、Voxは、OpenAIが退職する従業員に対し、OpenAIを批判することを禁じ、その協定の存在を公表することも禁止する協定に署名するよう求めていると報じた。元従業員のダニエル・ココタジロは、契約に署名せずに退職するためにOpenAIのベスティングを放棄したと告発した。サム・アルトマンは、株式消却条項については知らなかったし、OpenAI が従業員のベスティングを取り消すためにこの条項を強制したことはないと述べた。 Voxは、この主張に異議を唱えるリーク文書と電子メールを公開した。 2024年5月23日、OpenAIは元従業員をこの協定から解放するための書類を送った。

### 2023年11月の取締役会の内紛
解任直前の時点で非営利法人の取締役会は以下の6名で構成されていた。
- 従業員（全員創業者）
  - グレッグ・ブロックマン（会長兼社長）
  - イリヤ・サツケバー（チーフサイエンティスト）
  - サム・アルトマン（CEO）
- 非従業員（OpenAIの株式非保有）
  - アダム・ディアンジェロ（QuoraのCEO）
  - ターシャ・マッコーリー（GeoSim Systemsの元CEO）[129]
  - ヘレン・トナー（学者）[130]

#### 2023年11月17日
2023年11月17日、創業者のサム・アルトマンが取締役会からOpenAI, Inc.のCEOを解任され、会社から離れた。「サム・アルトマンが取締役会とのコミュニケーションにおいて一貫して率直でなく、取締役会の責任遂行を妨げる。サム・アルトマンがOpenAIを率いていく能力があるとは確信できない。」という理由から。共同創業者のグレッグ・ブロックマンは取締役会会長を解任され、4時間後に社長を辞任。CTOのミラ・ムラティが暫定CEOに就任。
この日の時系列は以下の通り。
- 前日の夜にムラティに解任の件が伝えられる[135]。
- 12時に取締役会会長を抜きで取締役会が開催され、アルトマンとブロックマンが解任される[135]。
- 12時19分にイリヤ・サツケヴァーからグレッグ・ブロックマンに連絡したいことがあるといわれ、12時23分に解任の件がグレッグ・ブロックマンに伝えられる[135]。
- AXIOSの報道によると公表の1分前に取締役会からマイクロソフトに解任の件が通達される[136]。
- 12時28分に解任が公表される[137]。
- 16時にグレッグ・ブロックマンが社長を辞任[134]。

Forbesの報道によると、OpenAIに出資しているベンチャーキャピタルのKhosla Ventures(Vinod Khosla)とReid Hoffman Foundation(Reid Hoffman)には本件の事前通知は無く、関係者は「非常識だ」とコメントした。。

#### 2023年11月19日
2023年11月19日、Twitchの元CEOのエメット・シアが暫定CEOに就任。サム・アルトマン、グレッグ・ブロックマン、彼らの同僚がマイクロソフトに入社した。

#### 2023年11月20日
2023年11月20日、イリヤ・サツケバーが「取締役会の行動に参加したことを深く後悔している。OpenAIを損ねるつもりはまったくなかった。一緒に構築してきたものすべてが大好きで、会社の再統合のためにできる限りのことをするつもりだ」とXに投稿した。
取締役のイリヤ・サツケバー、前暫定CEOのミラ・ムラティ等、2023年11月20日14時10分の時点で770名中738名（96%）の従業員が、3名の社外取締役の退任を求め、サム・アルトマンとグレッグ・ブロックマンの復帰も求め、実現しなければ退社しマイクロソフトに移籍する可能性があると警告する文章に署名した。文章には「あなた方の行動は、OpenAIの監督に必要な能力がない。あなた方の主張に関する具体的な事実の要求にもかかわらず、書面による証拠は一切提供されない。あなた方が職務を果たす能力がなく、不誠実に交渉している。初期の決定から2日で、再び会社の最善の利益に反して暫定CEOのムラティを交代させた。使命と従業員に対する能力、判断力、配慮が欠けている人々と一緒に働くことはできない。OpenAIを辞めて、アルトマンとブロックマンが率いる新たに発表されたマイクロソフトの子会社に参加することを選ぶかもしれない。マイクロソフトは、すべてのOpenAI従業員にその子会社でのポジションがあることを保証している。社外取締役3名が辞任し、ブレット・テイラーとウィル・ハードを取締役として任命し、サム・アルトマンとグレッグ・ブロックマンを復職させない限り、このステップを踏み出す。」と書かれている。

#### 2023年11月21日
2023年11月21日、アルトマンがCEOに復帰した。ブレット・テイラー（取締役会会長）、ローレンス・サマーズ、アダム・ディアンジェロが取締役に就任した。ブロックマンも復職した。